# جادو

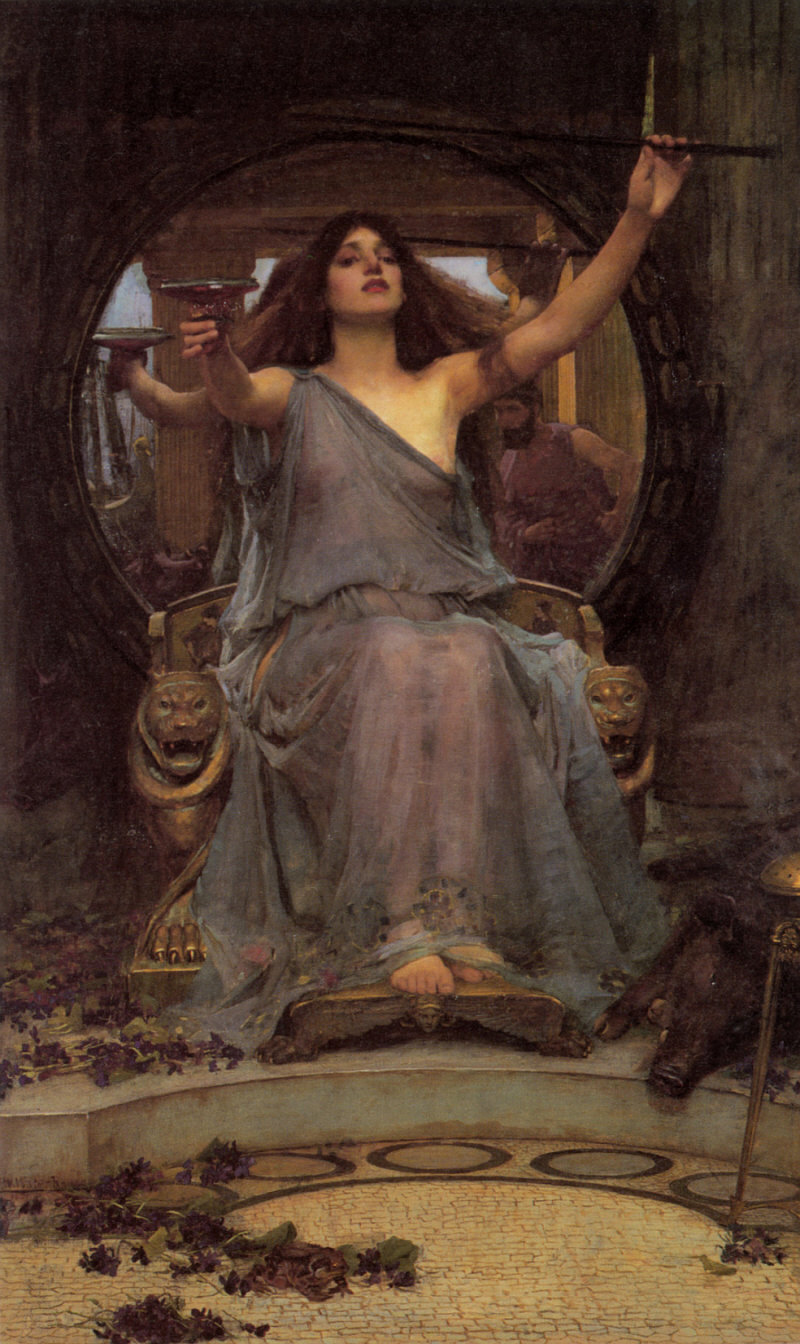
عصای آیینی خدای جادو اساطیر یونان باستان کیرکه، دادن جام به اودیسیوس

سِحر یا جادو یکی از اعتقادات، آیین‌ها یا اعمالی است که گفته می‌شود نیروهای طبیعی یا ماورا الطبیعه را دستکاری می‌کند. به‌طور معمول، جادو به دلیل عقاید و اعمال مختلف، جدا از هر دو، مذهب و علم دسته‌بندی می‌شود.
به افرادی که به کارهای جادویی می‌پردازند، جادوگر گفته می‌شود. اگرچه بارها در طول تاریخ مفهوم‌ها از مثبت به منفی متفاوت بوده است، اما جادو «امروزه در بسیاری از فرهنگ‌ها نقش مذهبی و دارویی مهمی دارد».
در فرهنگ اروپای غربی، جادو با ایده‌های دیگری، بیگانه و بدوی گره خورده است که نشان می‌دهد که «یک نشانگر قدرتمند تفاوت فرهنگی» است و به همین ترتیب، یک پدیده غیر مدرن است. در اواخر قرن نوزدهم و اوایل قرن بیستم، روشنفکران غربی عمل جادوگری را نشانه ای از یک ذهنیت بدوی دانستند و همچنین معمولاً آن را به گروه‌های حاشیه ای از مردم نسبت می‌دادند.
در علوم غیبی مدرن و ادیان نئوپگان، بسیاری از جادوگران که خود توصیف می‌کنند، مرتباً جادوی آیینی را انجام می‌دهند. تعریف جادو به عنوان تکنیکی برای ایجاد تغییر در دنیای فیزیکی از طریق نیروی اراده فرد. این تعریف توسط آلیستر کراولی (۱۸۷۵–۱۹۴۷)، یک علم غیب‌دان اثرگذار بریتانیایی رواج یافت و از آن زمان ادیان دیگر (به عنوان مثال شیطان‌گرایی لاویایی و ویکا) و سیستم‌های جادویی (به عنوان مثال جادوی آشوب) آن را پذیرفته‌اند.
در داستان‌ها، جادوگران می‌توانند افراد را طلسم کنند، جادوهای دیگر را خنثی کنند و در شکل و ظاهر افراد و اجسام تغییر به‌وجود بیاورند. در تخیلات داستان‌سرایان، جادوگران معمولاً این کارها را با خواندن ورد، کمک گرفتن از نیروهای فراطبیعی، استفاده از ترکیبی از اجسام، یا تهیه آش‌هایی مرموز انجام می‌دهند.
در متون باستانی اشارات متعددی به جادو و جادوگری شده است. در دوران پیش از مدرنیته در اروپای مسیحی باور بر این بود که جادوگران با شیطان در تماس هستند و از نیروی وی برای آسیب رساندن به مردم و اموالشان استفاده می‌کنند. در میانه سده ۲۰ میلادی باور بر این بود که جادوگران خوب و بد با هم در جنگ بودند. اعتقاد بر این‌که جادوگران مضر هستند به‌صورت یک ایدئولوژی فرهنگی در میان مردم شایع بود. اعتقاد به جادوگرها باعث شد که افرادی به عنوان شکارچی جادوگر به‌وجود بیایند که این افراد هنوز در بعضی از اقوام به‌خصوص در آفریقای سیاه به عنوان مثال در اقوام بانتو دیده می‌شوند.

## واژه‌شناسی
واژهٔ «جادو» در زبان اوستایی "yadu" و در زبان پارسی میانه "ǰādug" بوده است. لیکن در پهلوی و نوشته‌های کلاسیک فارسی از جمله شاهنامه کلمهٔ «جادو» به معنی شخص جادوگر است. عملی که این شخص انجام می‌دهد «جادوی» است که به معنی جادوگری است یعنی امروز «جادوی» را «جادو» می‌گویند و ناچار «جادو» را «جادوگر» می‌گویند. دو نمونه از کاربرد «جادو» در معنی اصیل آن ذکر می‌شود: در خوان چهارم رستم (زن جادو=جادوگر) در شاهنامه آمده است «چو آواز داد از خداوند مهر / دگرگونه گشت جادو (=جادوگر) به چهر». در مثالی اخیرتر سعدی می‌گوید «همشیرهٔ جادوان (جادوگران) بابل / همسایهٔ لعبتان کشمیر»
واژه عربی سِحْر نیز در فارسی هم‌معنی با جادو استفاده می‌شود و جادوگر را ساحر نیز می‌نامند. واژهٔ فارسی افسون در قدیم هم‌معنا با جادو استفاده شده اما امروزه معنای آن بیشتر نزدیک به طلسم یا وردهایی است که برای طلسم خوانده می‌شود. به کسی که افسون می‌کند افسونگر گفته می‌شود. تعویذ به وردها و دعاهایی گفته می‌شود که نوشته‌شده و همراه برده می‌شود. واژه نِیرَنگ نیز در قدیم به عنوان مترادف با جادو و افسون به کار می‌رفته است.
امروزه عبارت «جادو جَنبَل» یا «جنبل و جادو» به عنوان تعبیری تحقیرآمیز برای جادو به‌کار می‌رود. در قصه‌های فارسی عبارتی که به عنوان نمونه‌ای کلی از ورد جادوگران استفاده می‌شود به این صورت است: «اَجّی مَجّی لا تَرَجّی».
کلمات انگلیسی magic ,mage و magician از اصطلاح لاتین magus گرفته شده و آن نیز از واژهٔ یونانی μάγος که خود از واژهٔ فارسی باستان مَجوس (𐎶𐎦𐎢𐏁|𐎶𐎦𐎢𐏁، جادوگر، مجوسی) گرفته شده، به دست آمده است. واژهٔ «مگو» در فارسی باستان از واژهٔ نیاهندواروپایی megʰ- *magh (قادر بودن) گرفته شده است. این اصطلاح فارسی ممکن است به *M γ ag (جادوگر یا شمن) در زبان چینی کهن منجر شده باشد.  به نظر می‌رسد که شکل فارسی باستان آن به زبان‌های سامی باستان نفوذ کرده است، مانند مَگوشِ آرامی یهودی بابلی، اَمگوشا (جادوگر) آرامی و مَگدیمِ کلدانی (حکمت و فلسفه)؛ از قرن اول پیش از میلاد به بعد، مَگوسای‌های سوری به عنوان جادوگر و پیشگو شهرت یافتند. 
در اواخر قرن ششم و اوایل قرن پنجم پیش از میلاد، این اصطلاح به یونان باستان راه یافت، جایی که با معنای منفی برای اعمال در آیین‌هایی که به عنوان تقلبی، غیر متعارف و خطرناک قلمداد می‌شدند، به کار می‌رفت. زبان لاتین این معنی را در قرن اول قبل از میلاد به کار برد. از طریق لاتین، این مفهوم در قرن اول میلادی در الهیات مسیحی گنجانیده شد. مسیحیان اولیه جادو را با شیاطین مرتبط می‌کردند و بنابراین آن را مغایر با دین مسیحی می‌دانستند. این مفهوم در تمام قرون وسطی فراگیر باقی مانده است، زمانی که نویسندگان مسیحی طیف متنوعی از اعمال - مانند افسون، جادوگری، افسون، پیشگویی و طالع بینی - را تحت عنوان جادوی برچسب طبقه‌بندی می‌کردند. در اوایل اروپای مدرن، پروتستان‌ها غالباً ادعا می‌کردند که کاتولیک روم به جای دین جادو است و همان‌طور که اروپاییان مسیحی در قرن شانزدهم شروع به استعمار سایر نقاط جهان کردند، عقاید غیر مسیحی را که با آن‌ها روبرو می‌شدند، جادویی عنوان کردند. در همان دوره، انسان گرایان ایتالیایی این اصطلاح را به معنای مثبت برای بیان ایده جادوی طبیعی تعبیر کردند. درک منفی و مثبت این اصطلاح در فرهنگ غربی در طی قرون بعدی تکرار شده است.
از قرن نوزدهم، دانشگاهیان در رشته‌های مختلف اصطلاح جادو را به‌کار می‌برند اما آن را به روش‌های مختلف تعریف می‌کنند و از آن برای اشاره به موارد مختلف استفاده می‌کنند. یک رویکرد، همراه با انسان شناسان ادوارد تیلور (۱۹۱۷–۱۸۳۲) و جیمز جی فرایزر (۱۹۴۴–۱۹۴۴)، از این اصطلاح برای توصیف باورهای همدلی پنهان بین اشیا (objects) استفاده می‌کند که به دیگران اجازه می‌دهد روی دیگری تأثیر بگذارد. به این ترتیب، جادوگری به عنوان نقطه مقابل علم به تصویر کشیده می‌شود. یک رویکرد جایگزین، مرتبط با جامعه شناسان مارسل ماوس (۱۹۵۰–۱۸۷۲) و عمویش امیل دورکیم (۱۷۱۷–۱۸۸۵)، این اصطلاح را برای توصیف آیین‌ها و تشریفات خصوصی به کار می‌برد و آن را با دین که آن را به عنوان یک فعالیت مشترک و سازمان یافته تعریف می‌کند، مقایسه می‌کند. در دهه ۱۹۹۰ بسیاری از محققان ابزار اصطلاح را برای بورس تحصیلی رد می‌کردند. آن‌ها استدلال کردند که این برچسب مشی خودسرانه ای بین اعتقادات و اعمال مشابهی دارد که در عوض مذهبی قلمداد می‌شدند و این قوم را تشکیل می‌دهد تا دلالت‌های جادو را - که ریشه در تاریخ غربی و مسیحی دارد - در فرهنگ‌های دیگر اعمال کند.

## تاریخچه

### بین‌النهرین
در بسیاری از آیین‌ها و فرمول‌های پزشکی و برای مقابله با فال‌های شیطانی از جادو استفاده می‌شد. جادوی دفاعی یا مشروع در بین‌النهرین (asiputu یا masmassutu در زبان آکدی) لعاب و اعمال تشریفاتی بود که با هدف تغییر واقعیت‌های خاص انجام می‌شد. بین‌النهرین باستان معتقد بودند که سحر و جادو تنها دفاع قابل دفاع در برابر شیاطین، اشباح و جادوگران شیطانی است. آنها برای دفاع از خود در برابر روحیه کسانی که به آنها ظلم کرده بودند، به امید دلجویی از آنها، نذورات معروف به «کیسپو» را در مقبره شخص باقی می‌گذاشتند. در صورت عدم موفقیت، آنها بعضی اوقات مجسمه ای از آن مرحوم را می‌گرفتند و آن را در خاک دفن می‌کردند و خواستار این بودند که خدایان روح را ریشه کن کنند، یا آن را مجبور کنند شخص را تنها بگذارد.
بین‌النهرین باستان همچنین از سحر و جادو استفاده می‌کردند و قصد داشتند خود را در برابر جادوگران شیطانی که ممکن است لعنت بر آنها بگذارند محافظت کنند. جادوی سیاه به عنوان یک دسته در بین‌النهرین باستان وجود نداشته است و شخصی با استفاده قانونی از سحر و جادو برای دفاع از خود در برابر جادوی نامشروع دقیقاً از همین فنون استفاده می‌کند. تنها تفاوت عمده این واقعیت بود که نفرین‌ها به صورت مخفیانه وضع می‌شد. در حالی که دفاع در برابر جادوگری در فضای باز و در صورت امکان در مقابل تماشاگران انجام شد. یکی از آیین‌های مجازات یک جادوگر با نام مقلو یا «سوزان» شناخته می‌شد. شخصی که مبتلا به جادوگری است، تصویری از جادوگر ایجاد می‌کند و شب آن را محاکمه می‌کند. سپس، هنگامی که ماهیت جنایات جادوگر مشخص می‌شد، فرد م theثل را می‌سوزاند و از این طریق قدرت جادوگر را بر آنها می‌شکست.
بین‌النهرین باستان نیز آیین‌های جادویی انجام می‌دادند تا خود را از گناهانی که ناآگاهانه مرتکب شده‌اند، پاک کنند. یکی از این آیین‌ها با نام Šurpu یا «سوزاندن» شناخته می‌شد، که در آن طلسم طلسم گناه خود را برای تمام کارهای ناشایست خود به اشیا various مختلف مانند یک نوار خرما، یک پیاز و یک تکه پشم منتقل می‌کرد. سپس فرد اشیا را می‌سوزاند و در نتیجه خود را از تمام گناهانی که ممکن است ندانسته مرتکب شده باشند پاک می‌کند. ژانر کامل طلسم‌های عشق وجود داشت. اعتقاد بر این بود که چنین جادوهایی باعث می‌شود فرد عاشق شخص دیگری شود، عشقی را که از بین رفته است بازگرداند یا باعث شود یک شریک جنسی مرد بتواند نعوظ را حفظ کند، در حالی که قبلاً قادر نبوده است. از طلسم‌های دیگر برای آشتی دادن یک مرد با خدای حامی وی یا آشتی دادن همسر با همسری که از وی غفلت کرده بود استفاده می‌شد.
بین‌النهرین باستان هیچ تفاوتی بین علم عقلانی و جادو قائل نبودند. وقتی فردی بیمار می‌شود، پزشکان فرمولهای جادویی را برای خواندن و همچنین درمانهای دارویی را تجویز می‌کنند. بیشتر آیین‌های جادویی در نظر گرفته شده بود تا توسط یک āšipu، یک متخصص در هنرهای جادویی انجام شود. این حرفه به‌طور کلی از نسلی به نسل دیگر منتقل می‌شد و بسیار مورد توجه قرار می‌گرفت و اغلب به عنوان مشاور پادشاهان و رهبران بزرگ خدمت می‌کرد. شیپو احتمالاً نه تنها به عنوان یک شعبده باز بلکه به عنوان یک پزشک، کشیش، کاتب و دانشمند نیز خدمت می‌کرد.
خدای سومری Enki، که بعداً با خدای سامی شرقی Ea همگرا شد، از نزدیک با جادو و افسون در ارتباط بود. او خدای حامی باری و ašipū بود و به عنوان گسترده‌ترین منبع دانش کاملاً عظیم شناخته می‌شد. بین‌النهرین باستان نیز به فال‌ها اعتقاد داشتند، که هنگام درخواست یا ناخواسته می‌توانستند بیایند. صرف نظر از چگونگی آمدن آنها، فال‌ها همیشه با نهایت جدیت گرفته می‌شدند.

#### کاسه‌های آغشته
مجموعه مشترکی از مفروضات مشترک در مورد علل شر و چگونگی جلوگیری از آن در نوعی جادوی محافظ اولیه به نام کاسه دلمه یا کاسه‌های جادویی یافت می‌شود. این کاسه‌ها در خاورمیانه، به ویژه در بین‌النهرین فوقانی و سوریه، که اکنون عراق و ایران است، تولید شده‌اند و در طول قرن‌های ششم تا هشتم بسیار محبوب هستند. کاسه‌ها رو به پایین دفن شده بودند و برای گرفتن شیاطین بود. آنها معمولاً در زیر آستانه، حیاط‌ها، در گوشه خانه‌های تازه فوت شده و در گورستان‌ها قرار می‌گرفتند. زیرمجموعه کاسه‌های تزریق مواردی است که در عمل جادویی یهودیان و مسیحیان استفاده می‌شود. کاسه‌های شعله آرامی منبع مهمی از دانش در مورد اعمال جادویی یهودیان است.

### مصر
در مصر باستان (Kemet در زبان مصری)، سحر و جادو (به عنوان خدای heka) بخشی جدایی ناپذیر از دین و فرهنگ بود که برای ما از طریق مجموعه قابل توجهی از متون که محصول سنت مصر است، شناخته شده است.
در حالی که این جادو برای مصرشناسی مدرن مورد مناقشه است، اما از اصطلاحات باستان پشتیبانی قابل توجهی برای کاربرد آن وجود دارد. اصطلاح قبطی هاک از اصطلاحات فرعونی هکا است، که برخلاف نمونه قبطی آن، هیچ معنایی از بی تقوایی و غیرقانونی نداشت و از پادشاهی قدیمی تا دوران روم گواهی شده است. هکا از نظر اخلاقی خنثی تلقی می‌شد و در مورد اعمال و عقاید خارجی‌ها و مصری‌ها به‌طور یکسان اعمال می‌شد. دستورالعملهای Merikare به ما اطلاع می‌دهد که heka یک خیرات است که خالق آن به بشریت هدیه کرده است «... به منظور سلاح‌هایی برای جلوگیری از ضربه وقایع».
جادوگری هم توسط سلسله مراتب کشیشی باسواد و هم توسط کشاورزان بی سواد و گله داران انجام می‌شد و اصل هکا زیر بنای کلیه فعالیت‌های آیینی، چه در معابد و چه در محیط‌های خصوصی بود.
اصل اصلی هکا بر قدرت کلمات برای به وجود آوردن چیزها متمرکز است. کارنگا قدرت محوری کلمات و نقش هستی شناختی حیاتی آنها را به عنوان ابزار اصلی مورد استفاده خالق برای به وجود آوردن جهان آشکار توضیح می‌دهد. از آنجا که درک شده است که انسانها دارای یک ذات الهی با خدایان هستند، snnw ntr (تصاویر خدا)، همان قدرت استفاده خلاقانه از کلمات که خدایان دارند نیز توسط انسان‌ها مشترک است.

#### کتاب مردگان
دیوارهای داخلی هرم اوناس، فرعون نهایی سلسله پنجم مصر، با صدها طلسم جادویی و کتیبه پوشانده شده است که از کف تا سقف در ستون‌های عمودی امتداد دارد. این کتیبه‌ها به عنوان متن‌های هرمی شناخته می‌شوند و حاوی طلسم‌های مورد نیاز فرعون برای زنده ماندن در زندگی پس از مرگ است. متون هرمی صرفاً برای حق امتیاز بود. جادوها از نظر عامه محرمانه مانده و فقط در داخل مقبره‌های سلطنتی نوشته می‌شدند. با این وجود، در طی هرج و مرج و ناآرامی‌های دوره اول میانی، دزدان مقبره به اهرام نفوذ کرده و کتیبه‌های جادویی را مشاهده کردند. مردم عادی شروع به یادگیری طلسم‌ها کردند و با آغاز پادشاهی میانه، افراد عادی شروع به نوشتن نوشته‌های مشابه در کناره‌های تابوت خود کردند، به این امید که با انجام این کار بقای خود را در زندگی پس از مرگ تضمین کنند. این نوشته‌ها به عنوان متن تابوت شناخته می‌شوند.
پس از مرگ یک شخص، جسد وی مومیایی و در باندهای کتانی پیچیده می‌شود تا اطمینان حاصل شود که بدن متوفی تا آنجا که ممکن است زنده بماند زیرا مصری‌ها معتقد بودند که روح شخص فقط در زندگی پس از مرگ می‌تواند تا زمانی که او زنده است زنده بماند. بدن فیزیکی او در اینجا روی زمین زنده ماند. آخرین مراسمی که قبل از آنکه جسد یک شخص در داخل مقبره بسته شود، به عنوان دهان دهان شناخته می‌شد. در این آیین، کشیش‌ها ابزارهای جادویی مختلفی را به قسمت‌های مختلف بدن متوفی لمس می‌کردند و از این طریق به فرد متوفی توانایی دیدن، شنیدن، چشیدن و بو دادن در زندگی پس از مرگ را می‌دادند.

#### تعویذ
استفاده از تعویذ یا بلاگردان، (در زیر سنگ) در میان مصریان باستان زنده و مرده بسیار گسترده بود. آنها برای محافظت و به عنوان ابزاری برای «... تأیید مجدد انصاف بنیادی جهان» مورد استفاده قرار گرفتند. قدیمی‌ترین تعویق‌های یافت شده مربوط به دوره بادران پیشین سلطنتی است و تا زمان روم ادامه داشته است.

### عقاید جادویی در اروپای غربی
عقیده به اعمال مختلف جادویی در اروپا و تاریخ غرب مرتباً ظهور کرده و کمرنگ شده، و این همه تحت فشارهای دین یکتاپرستی نهادینه شده یا بدبینی در مورد واقعیت جادو و خوب بودن علم گرایی بوده است. در دنیای عهد باستان (روم) جادو مثل امروز تا حدی عجیب و غریب پنداشته می‌شد. مصر، سرزمین hemeticism و بین‌النهرین و سرزمین پارس (ایران)، خاستگاه اولیه موبدان مکان‌هایی بودند که تصور می‌شد تخصص در امر جادوگری فراوان می‌باشد. در مصر، پاپیروس‌ها ی زیادی به یونانی، کپتیک و دموتیک بر جای مانده‌اند. این منابع، شامل نمونه‌های اولیه بیشتر فعالیت‌های جادویی است و آنچه که بعد، قسمتی از انتظارات است فرهنگ غربی از کارهای جادویی را تشکیل می‌داد، به ویژه در جادوی آیینی از همین بر جای مانده هاست. آن‌ها شامل نمونه‌های اولیه زیر می‌شوند:
استفاده از کلمات جادویی که گفته می‌شد نیروی فرمان دادن به ارواح را دارند.
استفاده از عصاهای شعبده بازی و دیگر ابزارهای سنتی.
استفاده از حلقه جادویی برای دفاع از جادوگر در مقابل ارواحی که احضار یا زنده می‌کند؛ و
استفاده از نشانه‌های رمز آلود و تفکر sigil که در برانگیختن یا زنده کردن روحها به کار می‌رفت.
استفاده از مدیوم‌های روحی نیز در این متن‌ها وجود دارند؛ بسیاری از جادوها، بچه‌ای را طلب می‌کنند تا در حلقه جادویی آورده شود و به عنوان رابطی برای رساندن پیام‌ها از ارواح عمل کند. زمان امپراتور جولیان روم، که با تأثیرات مسیحیت مقابله می‌کرد، احیاء فعالیت‌های جادویی نو-افلاطونی را در پرده کرامات (theurgy) به خود دید.

## قرون وسطی
نویسندگان قرون وسطایی، که تحت کنترل کلیسا فعالیت می‌کردند، فعالیت‌های جادویی خود را محدود به مخلوط کردن عجایب و مجموعه‌هایی از طلسم‌ها کردند. آلبرتوس مگنوس را به درست یا غلط، انجام دهنده چنین فعالیت‌هایی می‌دانند. گونه‌های مخصوص مسیحی شده جادو در این دوره پدید آمدند. در اوائل دوران قرون وسطی، فرقه بقایای مقدس به عنوان اشیایی که برای تکریم و تعظیم و به عنوان دارنده نیروهای فوق طبیعی استفاده می‌شدند، پدید آمد. داستان‌های باور نکردنی از نیروی این بقایای مقدس به جای مانده از قدیسان که باعث معجرات یا جادوها می‌شد، نه تنها برای شفای مریض، بلکه برای عوض کردن نتیجه یک نبرد بر جای مانده است. این بقایای مقدس به تعویذهایی تبدیل شده بودند و کلیساها تلاش می‌کردند نمونه‌های کمیاب و گرانقیمت آن‌ها را خریداری کنند، به امید اینکه مکانی شوند برای زیارت. مانند هر تلاش اقتصادی دیگری، تقاضا باعث افزایش عرضه شد. داستان‌هایی از بقایای مقدس معجزه‌آمیز قدیسان ساخته می‌شد. به عنوان مثال: «داستان‌های طلایی» از جاکوبس دُ وُراجین یا «گفته گوهای جادویی» اثر سزار هِیترباک محبوبیت خاصی هم داشتند. گونه‌های رسماً تجویز شده دیگری از جادوی مسیحی نیز موجود بود؛ مثلاً شیطان‌شناسی و فرشته‌شناسی که در اولین grimoireها که پایه این شیطان‌شناسی‌های مسیحی را تشکیل می‌دهد، جادوگر را ترغیب می‌کند خود را با روزه گرفتن، عبادت (دعا) و قربانی کردن تقویت کند، تا با استفاده از نام مقدس خدا به زبان‌های مقدس، بتواند از نیروی الهی برای مجبور کردن شیطان به ظاهر شدن و در خدمت اهداف شهوت‌آمیز و حرص آلود او بودن، استفاده کند. عجیب نبود که کلیسا این مناسک و اعمال را همگی رد می‌کرد. در قرن سیزدهم، نجوم (ستاره‌شناسی)، نام‌های بزرگی داشت: در انگلستان، برای جوهان دُ ساکربُسکو، در اروپا، گوییدو بُناتی ایتالیایی که اهل فُرلی بود.

## دوره رنسانس
اومانیسم رنسانسی ظهور مجدد hermeticism و دیگر گونه‌های نو-افلاطونی جادوگری آیینی را به خود دید. از طرف دیگر رنسانس و انقلاب صنعتی ظهور علم گرایی را به شکل جایگزینی شدن شیمی به جای کیمیاگری، رد نظریه بطلمیوسی در مورد جهان و رشد تئوری جرم تجربه کردند. تنش‌هایی که توسط رفرماسیون پروتستان به‌وجود آمد، تحولی را در تعقیب و آزار مخالفان فکری به‌خصوص در آلمان، انگلستان و اسکاتلند پدیدآورد؛ ولی نهایتاً، الهیات جدیدِ پروتستانی، با به زیر سؤال بردن عقیده‌ها و مناسک دینی که بخواهد برای اهداف زمینی و جادویی به کار رود، دشمنی جدید را برای جادوگری آغاز کرد. علم گرایی نیز بیش از دین، دشمنی خونی تر برای جادوگری محسوب می‌شد. هم‌زمان با جادوگری آیینی و مخصوصی که توسط تحصیل کردگان انجام می‌شد، فعالیت‌های عامه روزمره کسانی که در سرتاسر اروپا به جادوگری می‌پرداختند وجود داشت که یکی از این گروه‌ها مردم حیله‌گر و نیرنگ باز در بریتانیای کیبر بود. در فعالیت‌های جادویی شان، از ستاره‌شناسی، عقاید و رسوم عامه (فولکلور) و گونه‌های تحریف شده جادوگری مسیحی برای پاسخ به نیازهای مشتریان بهره می‌گرفتند.

## عصر جدید یا مدرنیته
احیاء مجدد علاقه به جادوگری در انگلستان با لغو آخرین قانون جادوگری در سال ۱۹۵۱ از سر گرفته شد. این سرنخی شد برای جرالد گاردنر تا اولین کتاب غیر داستانی (واقعی) خود به نام «جادوگری امروز» را منتشر کند که در آن، او ادعا می‌کرد وجود یک فرقه (جادوگری) را که به دوران اروپای پیش از مسیحیت بازمی‌گشت، آشکار کند. او جادوگری و دین را به گونه‌ای آمیخت که ملت در روشنفکری، مرزهای بین این دو موضوع را تشخیص نمی‌دادند. دین تازه انتشار یافته گاردنر و بسیاری دیگر، به فضای دهه ۱۹۶۰ و ۱۹۷۰ قدم گذاشتند که در آن زمان ضد فرهنگ هیپی‌ها نیز علاقه دیگری را به جادوگری، روحانیت و دیگر اعمال خارق‌العاده طبیعت به‌وجود آورده بودند. شاخه‌های مختلف نو-الحادی (بی‌دینی نو) و دیگر دین‌های زمینی که از زمان گاردنر تاکنون انتشار یافته‌اند، طرح ترکیب جادوگری و دین را دنبال می‌کنند. برخی از فمینیست‌ها که روند جادوگری مربوط به ضد فرهنگ را دنبال می‌کردند، یک حرکت مستقل برای پرستش الهه را در پیش گرفتند. این عمل، آن‌ها را به سنت دین جادویی گاردنری مرتبط ساخت و در عوض تأثیر زیادی بر روی آن سنت نیز از خود بر جای گذاشت.

### عقاید
برخی مردم در غرب یا به گونه‌های مختلف جادوگری عقیده دارند یا آن‌ها را انجام می‌دهند. دو نهاد Golden Dawn و آلیستر کرولی و پیروانشان، به احیاء مجدد سنت جادوگری در دنیای انگلیسی زبان قرن بیستم معروفند. جنبش‌های مشابه دیگری نیز در حدود همین سال‌ها انجام پذیرفت که عمدتاً در فرانسه و آلمان متمرکز بودند. بیشتر تصدیق می‌کنند و به عنوان نو-کافرها (نو-مشرکان) تلقی می‌شوند. سنت‌های دیرینه بومی جادوگری به عنوان کفر (الحاد) پنداشته می‌شوند. آلیستر کرولی املای "magick" کلمه جادویی را قبول داشت و آن را به عنوان «علم و هنر ایجاد تغییر که مطابق با اراده باشد» می‌دانست. منظور او هم اعمال عادی و روزمره‌ای که توسط اراده انجام می‌شود هست و هم جادوگری سنتی. در فصل ۱۴ کتاب خود به نام «جادوگری در تئوری و در عمل»، کرولی می‌گوید:
«یک عمل جادویی چیست؟ ممکن است آن را عنوان هر واقعه‌ای در طبیعت که توسط اراده صورت می‌گیرد تعریف کنیم. ما نباید پرورش سیب زمینی یا بانکداری را از تعریف خود مستثنی کنیم. بگذارید مثالی بسیار ساده از یک عمل جادویی بزنیم: مردی که بینی اش را پاک می‌کند.»
با وجود اینکه بسیاری از جادوگران، واژه «ملحد (کافر)” را ترجیح می‌دهند، “نو-الحادی (نوکافری)” را برخی واژه‌ای دقیق تر برای ارجاع علمی به آن می‌دانند؛ هر دو از لحاظ فنی واژه‌های صحیحی هستند، زیرا “نو الحادی» چیزی نیست جز یک شاخه کوچک الحاد و کفر. ویکا نیز یکی از سنت‌های مشهور در نو الحادی است، که یک دین جادویی همراه با تأثیراتی از Golden Dawn و کرولی است.
ویکان‌ها و دیگر پیروان جادوگری دینی مدرن از جادوگری به‌طور گسترده‌ای استفاده می‌کنند. با این حال، همه آنها، آن تعریفی که کرولی از جادوگری دارد، ندارند و آن را برای مقاصد یکسان نیز به کار می‌برند. روکبی (۲۰۹–۲۰۰۴:۱۹۳) نشان می‌دهد که ویکان‌ها و جادوگران، این واژه را به اشکال بسیار متفاوت تعریف می‌کنند و آن را برای هدف‌های گوناگونی به کار می‌برند. برخلاف تعدد عقیده‌ها، او به این نتیجه‌گیری می‌رسد که نتیجه کلی این کار بر روی کسی که آن را انجام می‌دهد، مثبت است.

### چکش جادوگران
مسیحیت هم همچون اسلام و زرتشت، مخالف سرسخت جادوگری بوده است، با این تفاوت که در قرون وسطی سرنوشت غم بارتری در انتظار جادوگران بود:مرگ. کلیسای کاتولیک، سازوکار دقیقی برای شناسایی و کشتن و آتش زدن آنان داشت و آن این که از طریق کتابی تحت عنوان چکش جادوگران(Malleus Maleficarum) این افراد را تحت تعقیب قرار می‌داد، شناسایی می‌کرد و عاقبت می‌کشت. کتاب «چکش جادوگران» در حقیقت یک کتاب راهنما برای شکار جادوگران در سراسر قرون وسطی در اروپا بود. این کتاب را دو تن از مفتشان عقاید کلیسای کاتولیک به نام‌های هاینریش کرامر و ژاکوب اسپرینگر در سال ۱۴۸۴ نوشتند. چاپ اول این کتاب در سال ۱۴۸۷ در آلمان منتشر شد. هدف مهم این دو فرد از نگارش این کتاب، تکذیب استدلال‌های مورد ادعا در اعمال جادوگران بود تا بدین طریق این افراد شناسایی و محاکمه شوند. کرامر در سال ۱۴۸۴ اولین تلاش‌هایش را برای شکنجه و آزار جادوگران در منطقه تایرول (Tyrol) - ناحیه ای در شرق کوه‌های آلپ واقع در غرب اتریش و شمال ایتالیا – آغاز کرد. تلاش او البته، موفقیت‌آمیز نبود و کرامر از این منطقه بیرون انداخته شد و اُسقف محلی به او لقب «پیرمرد خرف» را داد! کرامر بعد از این شکست و تحقیر، تصمیم گرفت برای انتقام کتابی علیه جادوگران بنویسد. کتاب چکش جادوگران سال ۱۴۸۴ نوشته شد و فرمان پاپ به عنوان مقدمه ای در ابتدای آن آورده شد. مقدمه، مورد تأیید کالج الهیات دانشگاه کلن آلمان قرار گرفت. بین سال‌های ۱۴۸۷ تا ۱۵۲۰، کتاب ۱۳ مرتبه به چاپ رسید و در فاصله سال‌های ۱۵۷۴ تا ۱۶۶۹ هم جمعاً ۱۶ بار تجدید چاپ شد.

### جادو در قرن بیست و یکم
در بعضی کشورها در قرن ۲۱ام گزارش‌هایی از آزار و کشتار کسانی که به گفته مسئولان «جادوگر» خوانده می‌شدند، وجود دارد. عربستان سعودی تاکنون چندین تن را به جرم جادوگری اعدام کرده است که واپسین نمونه‌های آن در ماه دسامبر سال ۲۰۱۱ با اعدام یک زن و در ماه ژوئن سال ۲۰۱۲ با اعدام یک مرد به وقوع پیوست.

## دین

### در اسلام
دین اسلام به وجود جادو و جادوگری باور دارد. بنا به گفته قرآن در آیه ۱۰۲ سوره بقره جادوگری توسط شیاطین از زمان سلیمان رواج یافت چنان‌که شیاطین برای اختلاف و جدایی انداختن و بروز انواع فتنه‌ها به مردم جادو را آموزش می‌دادند سپس خداوند دو فرشته به نام‌های هاروت و ماروت را مأمور ساخت تا راه مقابله با جادو را به مردم یاد دهند. اسلام دربارهٔ جادو می‌گوید: «ساحر هر کاری که کند و از هر دری که وارد شود خوشبخت و رستگار نمی‌شود.»
در روایات اسلامی پیش‌بینی شده که فردی به نام دجال، با جادو و شعبده و فناوری زمان عدّهٔ زیادی را مخصوصاً از زنان و جوانان می‌فریبد و در کار حکومت خلل ایجاد می‌کند.

### در دین یهود
تورات به کرات به مذمت و نکوهش جادو و جادوگری ویا استفاده از نیروهای غیرالهی پرداخته است. مانند:
- به احضارکنندگان روح و جادوگران مراجعه نکنید. خواستار ناپاک شدن به وسیلهٔ آن‌ها نباشید. من خداوند هستم. تورات کتاب لاویان فصل ۱۹، آیه ۳۱
- چیزی را با خونابه نخورید فال نگیرید. غیب‌گویی نکنید. فصل ۱۹، آیه ۲۶
- بین تو، کسی که پسر یا دخترش را در آتش نابود کند، شعبده‌باز، غیبگو، فالگیر و جادوگر نباشد و افسون‌کننده (ی گزندگان) و احضارکنندهٔ روح و ساحر و کسی که از مردگان پرسش کند. تورات کتاب تثنیه فصل ۱۸ آیه‌های ۱۰و ۱۱
- جادوگر را زنده نگذار. تورات کتاب خروج فصل ۲۲ آیه ۱۷

سلیمان پیامبر می‌توانست بر اساس اراده الهی با پادشاهی حیوانات ارتباط برقرار کند.

### در آیین هندو
همیشه عده بسیاری قبول داشته‌اند که آیین هندو و هند سرزمین جادو، هم مافوق طبیعی و هم از انواع دیگر جادوها بوده است.
هندوئیسم یکی از معدود دین‌هایی است که متون مقدسی مانند وداس دارد و در آن در مورد جادوی سیاه و جادوی سفید هر دو بحث می‌کند.
ودا آتاروا آن نوع ودایی است که با مانتراها سرو کار دارد و هم برای جادوی خوب و هم بد به کار می‌رود. واژه مانتریک در هند، به معنای «جادوگر» است، زیرا مانتریک، مانتراها، طلسم‌ها و نفرین‌ها را می‌داند و می‌تواند برای، یا برضد انواع جادو استفاده شود. بسیاری از زاهدان پس از دوره‌های توبه و مدیتیشن به مقامی می‌رسند که دارای نیرویی ماوراءالطبیعه می‌گردند. با این وجود، بسیاری این را انتخاب نمی‌کنند و در عوض از طریق ورود به عرصه روحانیت به نیروهای فراطبیعی دست پیدا می‌کنند. گفته می‌شود بسیاری از سیدهارها معجزاتی انجام داده‌اند که انجام آن‌ها غیرممکن است.

### در قبایل غیر متمدّن
از قبایل بومی در استرالیا و نیوزلند گرفته تا قبایل ساکن در جنگل‌های بارانی آمریکای جنوبی، قبایل آفریقایی و ملحدان الحاد باستان، گروه‌های قبیله‌ای در اروپا و جزایر بریتانیا، نوعی تماس با دنیای ارواح در رشد این جوامع بشری، به چشم می‌خورد. نقاشی‌هایی که در غارهای باستانی در فرانسه موجود است، فرمول‌های جادوگری هستند که برای دستیابی به شکار موفق تولید شده بودند. بسیاری از عناصر تصویری بابلی‌ها و مصری‌ها نیز از منابع این چنینی گرفته شده‌اند.
با وجود اینکه سنت‌های جادویی بومی تا به امروز باقی هستند، بعضی جوامع بسیار زود از زندگی کوچ نشینی به تمدن‌های وابسته به کشاورزی روی آوردند و رشد زندگی معنوی، انعکاس دهنده زندگی شهری بود. همان‌طور که بزرگان قبایل به شاه‌ها و بروکرات‌ها تغییر یافتند، شعبده بازان و استادان نیز به روحانیان و یک طبقه روحانیت تغییر یافتند. این تغییرات فقط در نام‌گذاری و اسم‌ها نبود. فعالیت‌های آن‌ها نیز تغییر یافت. در حالی که کلر شعبده باز قبیله برقراری ارتباط و رایزنی میان قبیله و دنیای ارواح طبق خواسته جمعی قبیله بود، نقش روحانی انتقال دستورهای خدایان به شهرها، از طرف خدایان و طبق خواسته جمعی خدایان بود. این تغییر نشانگر اولین غضب قدرت توسط ایجاد فاصله بین جادو و کسانی که آن را انجام می‌دادند بود. در این مرحله از توسعه بود که مناسک مدون و همراه با جزئیات پدید آمدند و زمینه را برای دین هایاسمی نیز فراهم کردند؛ مثلاً مراسم به خاک سپاری مصریان و مناسک قربانی کردن بابلیان، پارس‌ها، آزتک‌ها و مایان‌ها.

### جادو در قرن بیست و یکم
در بعضی کشورها در قرن ۲۱ گزارش‌هایی از آزار و کشتار کسانی که به گفته مسئولان «جادوگر» خوانده می‌شدند، وجود دارد. عربستان سعودی تاکنون چندین تن را به جرم جادوگری اعدام کرده است که واپسین نمونه‌های آن در ماه دسامبر سال ۲۰۱۱ با اعدام یک زن و در ماه ژوئن سال ۲۰۱۲ با اعدام یک مرد به وقوع پیوست.

## جادو در آثار هنری

### جادو در ادبیات
در ادبیات غنایی
عشق، عنصر اصلی ادبیات غنایی بارها سنگ کیمیایی نامیده شده که ناخالصی‌ها را با درد و رنج از مس وجود عاشق می‌زداید و سپس آن را به طلا تبدیل می‌کند.

## در ادبیات حماسی

#### در شاهنامهٔ فردوسی
- رستم در خان چهارم با زن جادوگر روبرو می‌شود
- پس از جنگ اوّل رستم و اسفندیار، که رستم از ۸ تیری که به بدن او خورده بود، با درمان سیمرغ شفا یافت؛ در روز بعد به میدان آمد. اسفندیار شدیداً از زنده بودن او غافلگیر شد و گفت: «تو با جادوی زال چنین سالمی»

در ادبیات داستانی
یک دسته از جادو را هم می‌توان در ادبیات داستانی دید که در آنجا، جادو به عنوان ابزار پلات عمل می‌کند، منبع شیء مصنوع جادویی و طلب برای به دست آوردن آن. جادو از دیرباز موضوع بسیاری از داستان‌ها، به ویژه داستان‌های خیال‌پردازی بوده است. می‌توان از کارهای هومر و آپولیوس، جام مقدس، فری کوئین اثر ادموند اسپنسر و نویسندگان جدیدتری مانند J.R.R. Tollcein و مرسدس لاکی و جی.کی. رولینگ نام برد.
چنین جادویی هم می‌تواند توسط عقاید و اعمال واقعی به ذهن نویسنده خطور کند و هم ساخته ذهن خود او باشد. گذشته از این، هنگامی هم که نویسنده از کارها و اعمال واقعی الهام می‌گیرد، اثر، توان و نقش‌هایی که جادو ایفا می‌کند، ساخته ذهن خود او هستند. در چنین داستان‌هایی همیشه باید یک سیستم که به‌طور مناسبی رشد یافته است وجود داشته باشد.
یک خصوصیت جادوی داستانی این است که توانایی انجام آن ذاتی است و از قدرت بیشتر افراد خارج است. در میانه زمین اثر J.R.R. Tollcein، این نیرو منحصر به غیر-انسان‌ها بود – حتی آرگورن که دست‌هایش شفابخش هستند، مقداری خون جن و پری گونه دارد. اما برای بسیاری از نویسندگان، این نیرو برای گروه خاصی از انسان‌ها است، مانند کتاب‌های «هری پاتر» اثر جی.کی. رولینگ، کتاب‌های کاترین کرتز، «رمانهای درینی» یا دنیای «Lord Daray» اثر رندل گارت. این گروه اغلب، یک گروه سری یا تحت تعقیب است.
در مقایسه، جادو در زمان‌های «دیسک‌ورلد» اثر تری پراچت به گونه‌ای کاملاً متفاوت استفاده شده است. به عبارتی، جادو نیروی اصلی در اثر Disc است و مانند نیروهای اصلی و عادی از قبیل جاذبه و الکترومغناطیس در دنیای ما عمل می‌کند. «عرصه جادویی» داستان Disc، به‌طور کلی، خرق واقعیت است که به یک سیاره صاف اجازه می‌دهد تا سوار بر پشت یک لاک‌پشت باشد. بر روی این سیاره مسطح به نام Disc، جادو به بخش‌های عنصری خود تقسیم می‌شود، همان‌طور که انرژی و نیروهای دیگر در فیزیک کوانتوم به همین صورت در می‌آیند. جادو از واحدهای پایه‌ای به نام thaum تشکیل شده که این نیز از اجزائی به نام "reson"ها (به معنای «چیزک») تشکیل شده که خود از ۵ «مزه» تشکیل شده‌اند: بالا، پایین، کنار، جذبه جنسی و نعناع.
جادوگران در صحنه این داستان کم هستند و اغلب این توانایی، ذاتی است (به استثنای اینکه، هشت پسر یک هشت پسر باید جادوگر شود، حتی اگر آن پسر، دختر باشد) و به نوعی آموزش نیاز دارد. (باز هم با چند استثناء: رجوع کنید به «Sourcerry»).
در این داستان، جادوگران باید، آنطور که انسان‌ها روی زمین از سلاح‌های هسته‌ای استفاده می‌کنند، از جادوی خود استفاده کنند؛ اگر این نیرو را داشته باشی عیبی ندارد، اما اگر در حال استفاده از آن تو را ببینند، آن موقع است که به دردسر می‌افتی.
اثرات جانبی دیگر جادوی Discworld عبارتند از:
- تضعیف نیروهای طبیعی از قبیل مغناطیس
- کم شدن سرعت نور هنگام عبور از یک میدان قوی جادویی به میزان ۱ میلیونم.
- اثر تقویت شده عقیده انسان بر روی واقعیت. بر روی تعداد کافی از افراد تأثیر می‌گذارند تا به یک خدا عقیده پیدا کنند و چنین خدای در پیش چشمان خودتان ظاهر می‌شود. («خدایان کوچک»)
- این منجر به پدید آمدن قانونی به نام قانون علیت داستانی می‌شود- چیزها فقط به خاطر داستان اتفاق می‌افتند. اژدهایان آتش از دهان خود بیرون می‌دهند. نه به این خاطر که ششهایی از جنس آزبست دارد، بلکه چون این کاری است که آن‌ها انجام می‌دهند. (برای اطلاعات بیشتر به دیسک‌ورلد مراجعه کنید)

اضافه بر این، برای جادوی داستانی اصلاً غیرممکن نیست که از صفحات و مطالب خیالی به انجام عملی جادوگری بپردازد؛ سرنوشت «Necronomicon» هم که توسط اچ. پی. لاوکرافت به عنوان داستان خلق شده بود، چنین بود. او Necronomicon را آنچنان خوب توصیف کرد که نویسنده‌های مدرن زیادی کوشیده‌اند آن را به عنوان یک کتاب جادو تولید کنند.
در پلاتهای داستانهای عملی تخیلی (به‌خصوص از نوع «سخت» آن)، در حالی که سعی می‌شود از جادو استفاده نشود، اغلب واقعیات خارق‌العاده‌ای نشان داده می‌شوند که پایه علمی ندارند و توضیحی هم برایشان داده نمی‌شود. در این موارد، خواننده باید ”قانون سوم” آرتورسی-کلارک را به خاطر آورد که: “هر فناوری بسیار پیشرفته‌ای غیرقابل تمیز و تشخیص از جادو است. ”
عنصر جادو، جادو (بازی) به تصویر کشیده می‌شود، که در آن جادو خاصیتی است که در شرایط خاصی قابل دسترسی برای بازیگران است.
جادوگران و جادوگری محصول عمده ادبیات داستانی ووشیا چین است که در بسیاری از فیلمهای هنرهای رزمی وجود دارد.